# Iahotîn
Iahotîn (în ucraineană Яготин) este orașul raional de reședință al raionului Iahotîn din regiunea Kiev, Ucraina. În afara localității principale, mai cuprinde și satul Cervone Zaricicea.

## Demografie
Componența lingvistică a orașului Iahotîn
     Ucraineană (95,49%)
     Rusă (4,12%)
     Alte limbi (0,26%)
Conform recensământului din 2001, majoritatea populației orașului Iahotîn era vorbitoare de ucraineană (95,49%), existând în minoritate și vorbitori de rusă (4,12%).

## Galerie de imagini

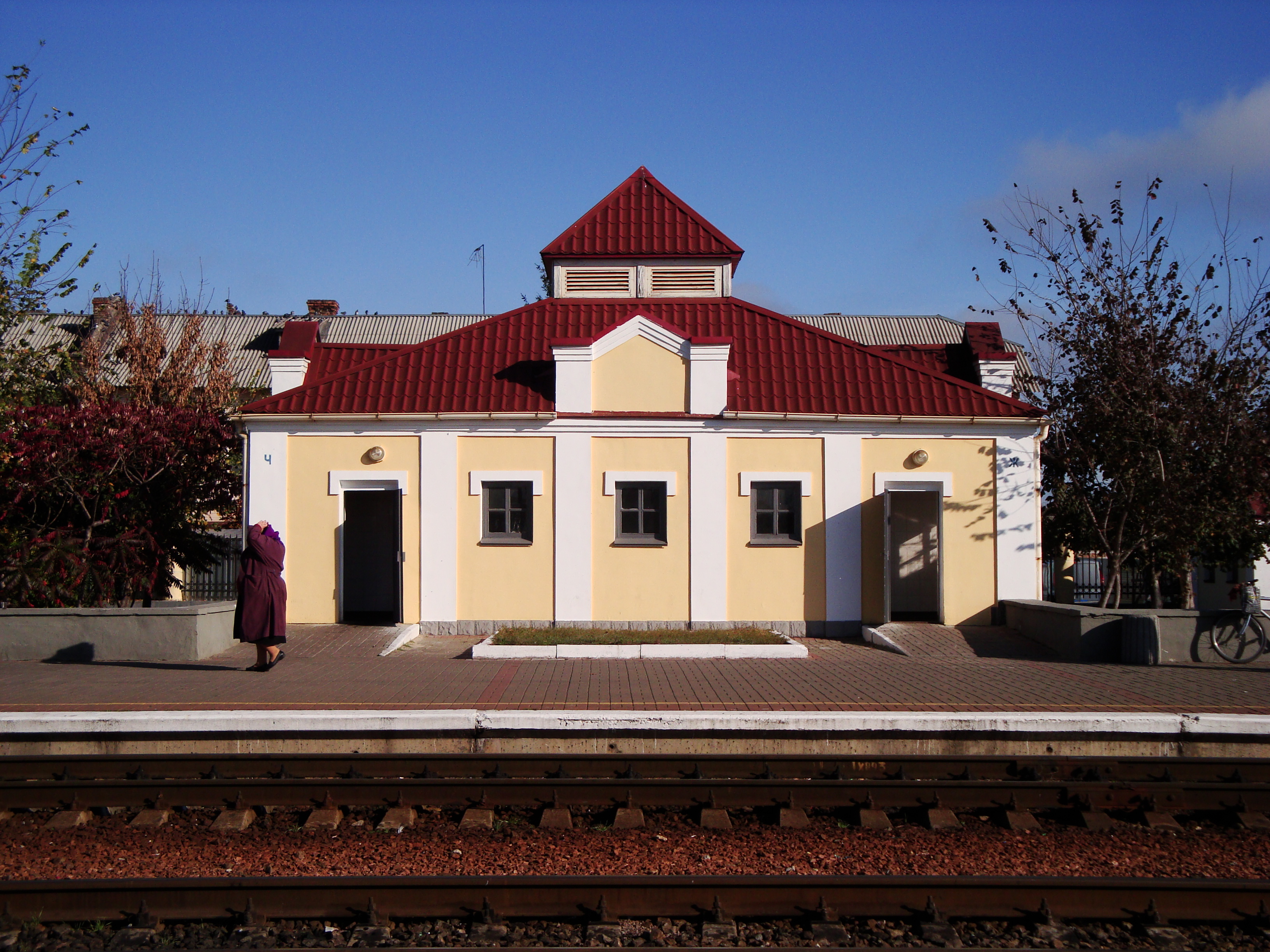
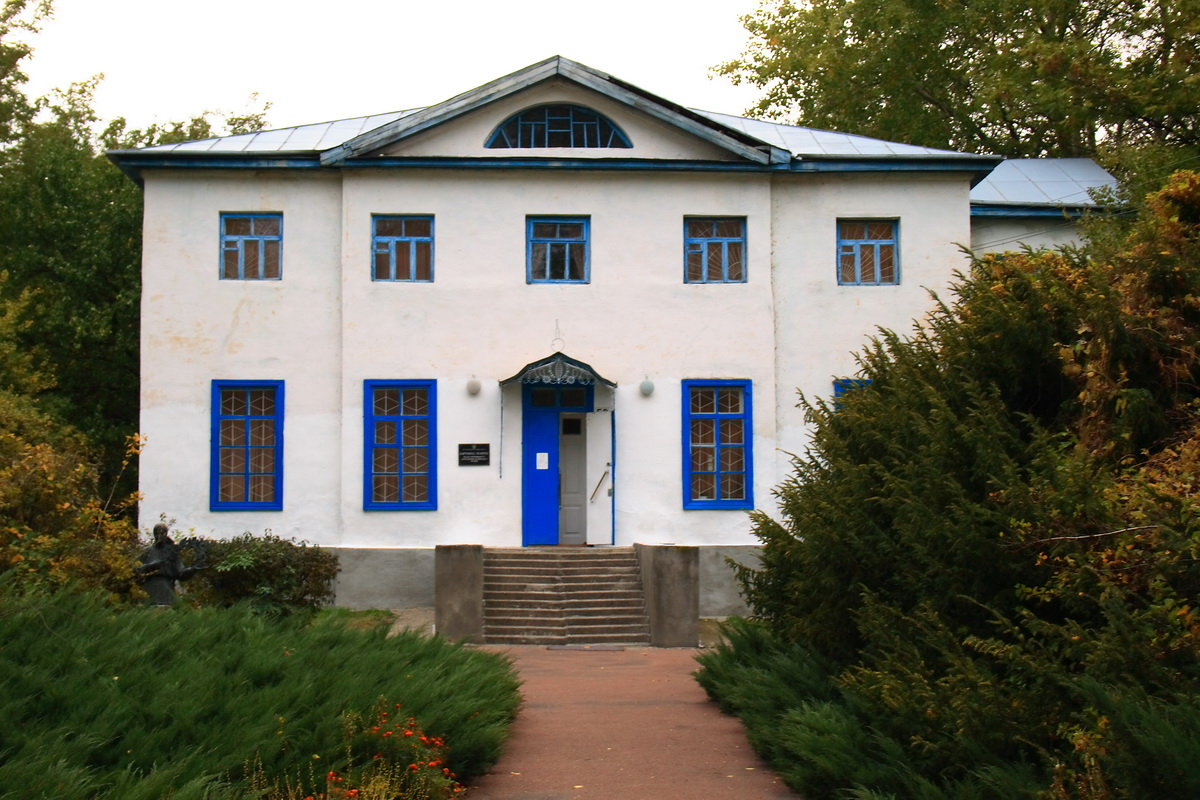
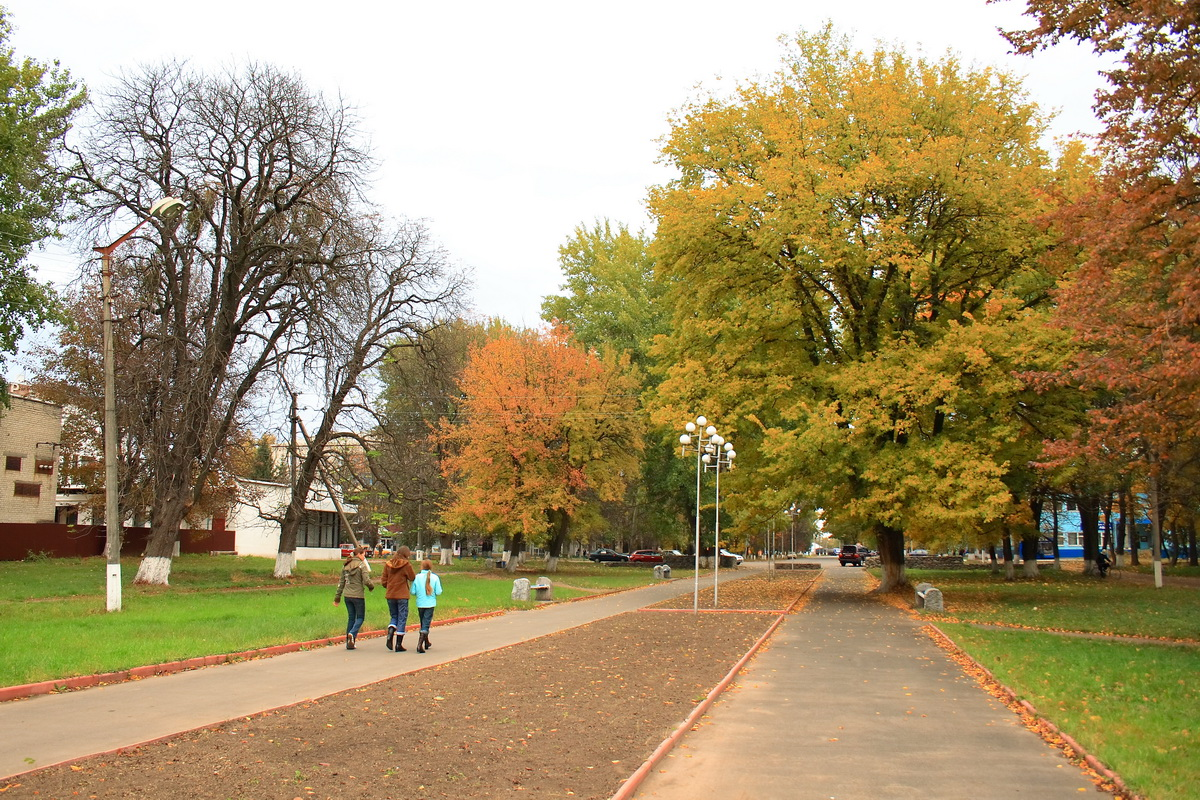
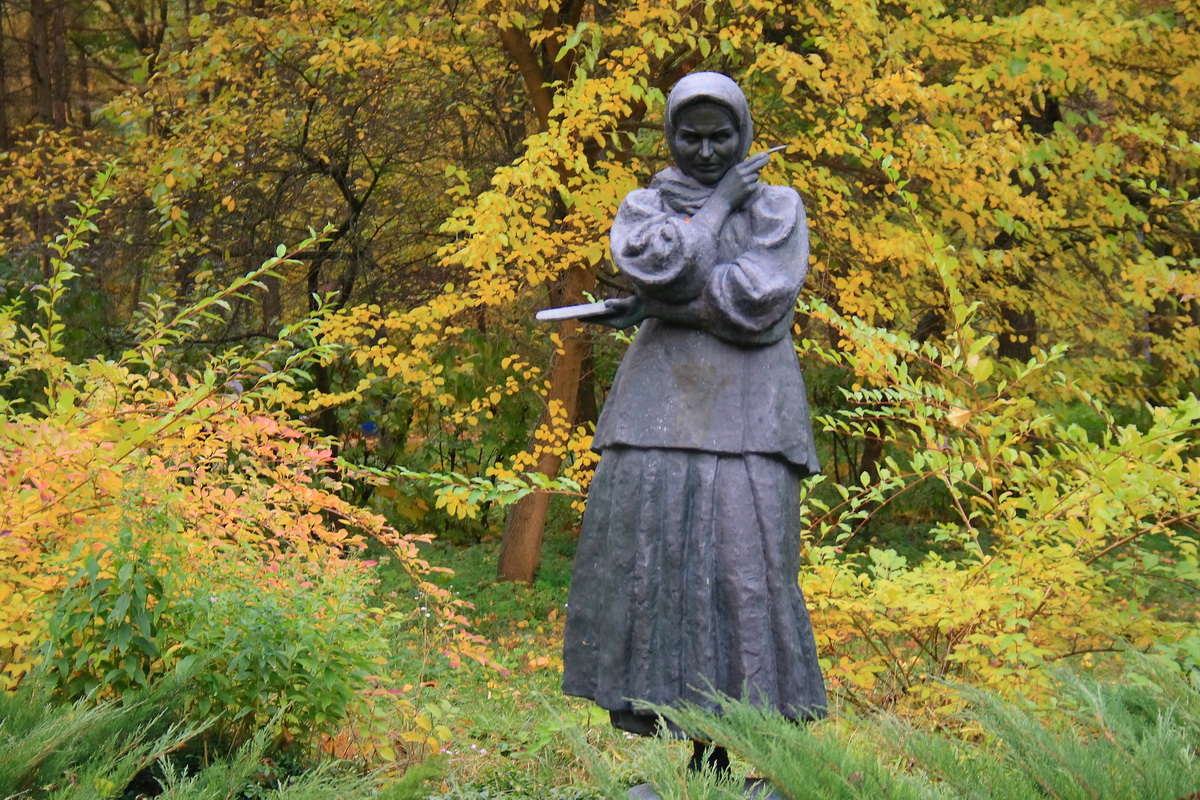

## Istoric
Marele Ducat al Lituaniei 1552–1569

 Uniunea statală polono-lituaniană 1569–1667

 Țaratul Rusiei 1667–1721

 Imperiul Rus 1721–1917

 RSS Ucraineană 1920–1922

 Uniunea Sovietică 1922–1941

 Imperiul German (ocupația) 1941–1943

 Uniunea Sovietică 1943–1991

 Ucraina 1991–prezent 